# Championnat d'Europe du 500 mètres contre-la-montre de moins de 23 ans
Le Championnat d'Europe du 500 mètres féminin moins de 23 ans est le championnat d'Europe du 500 mètres contre-la-montre organisé annuellement par l'Union européenne de cyclisme (UEC) pour les cyclistes âgées de moins de 23 ans. Le championnat organisé depuis 2001, a lieu dans le cadre des championnats d'Europe de cyclisme sur piste juniors et espoirs. Un championnat d'Europe espoirs existait déjà entre 1997 et 1999, mais il n'était pas organisé par l'UEC.

## Palmarès
| Année | Or              | Argent         | Bronze            |
| ----- | --------------- | -------------- | ----------------- |
| 1997  | Iryna Yanovych  | Katrin Meinke  | Szilvia Szabolcsi |
| 1998  | Ulrike Weichelt | Iryna Yanovych | Susan Panzer      |
| 1999  | Ulrike Weichelt | Katrin Meinke  | Céline Nivert     |

| Année | Or                       | Argent                      | Bronze                   |
| ----- | ------------------------ | --------------------------- | ------------------------ |
| 2001  | Katrin Meinke            | Daniela Clausnitzer         | Tamilla Abassova         |
| 2002  | Tamilla Abassova         | Céline Nivert               | Yvonne Hijgenaar         |
| 2003  | Tamilla Abassova         | Simona Krupeckaitė          | Céline Nivert            |
| 2004  | Tamilla Abassova         | Elisa Frisoni               | Clara Sanchez            |
| 2005  | Elisa Frisoni            | Clara Sanchez               | Miriam Welte             |
| 2006  | Miriam Welte             | Magdalena Sara              | Jane Gerisch             |
| 2007  | Sandie Clair             | Miriam Welte                | Virginie Cueff           |
| 2008  | Sandie Clair             | Miriam Welte                | Anna Blyth               |
| 2009  | Sandie Clair             | Virginie Cueff              | Vilija Sereikaitė        |
| 2010  | Sandie Clair             | Rebecca James               | Virginie Cueff           |
| 2011  | Jessica Varnish          | Rebecca James               | Victoria Baranova        |
| 2012  | Anastasiia Voinova       | Elena Brezhniva             | Olivia Montauban         |
| 2013  | Elis Ligtlee             | Daria Shmeleva              | Tania Calvo              |
| 2014  | Anastasiia Voinova       | Daria Shmeleva              | Elis Ligtlee             |
| 2015  | Anastasiia Voinova       | Daria Shmeleva Elis Ligtlee |                          |
| 2016  | Elis Ligtlee             | Tatiana Kiseleva            | Mélissandre Pain         |
| 2017  | Pauline Grabosch         | Olena Starikova             | Kyra Lamberink           |
| 2018  | Miriam Vece              | Miglė Marozaitė             | Millicent Tanner         |
| 2019  | Lea Sophie Friedrich     | Miriam Vece                 | Mathilde Gros            |
| 2020  | Lea Sophie Friedrich     | Pauline Grabosch            | Yana Tyshchenko          |
| 2021  | Yana Tyshchenko          | Steffie van der Peet        | Alessa-Catriona Pröpster |
| 2022  | Taky Marie-Divine Kouamé | Veronika Jaborníková        | Alessa-Catriona Pröpster |
| 2023  | Rhianna Parris-Smith     | Julie Nicolaes              | Clara Schneider          |
| 2024  | Taky Marie-Divine Kouamé | Clara Schneider             | Kimberly Kalee           |